# 科瑞·基斯珀特
科瑞·詹姆斯·基斯珀特（英語：Corey James Kispert，1999年3月3日—），是美国职业篮球运动员，目前效力于美国国家篮球协会(NBA)的华盛顿奇才队。他在大学时期为冈萨加大学打过大学篮球，并在大四时被一致评入全美第一阵容。

## 高中生涯
基斯珀特在华盛顿的埃德蒙兹长大，就读于国王高中。高三时，他场均可以得到23.9分、6.8个篮板、3.4次助攻和2.3次抢断，带领球队连续第二次获得州冠军，并被评为州冠军赛MVP。被评为四星级高中生的基斯珀特在他的高三赛季结束后承诺在冈萨加和圣母大学中选择冈萨加大学打大学篮球。基斯珀特在他高四时场均得到 25 分，但在二月份时遭遇了脚骨折的伤病。 
基斯珀特在 2021 年表示，弗吉尼亚大学主教练托尼·贝内特告诉基斯珀特，他“需要看到科瑞在决定是否可以在弗吉尼亚州打球之前更多地与顶级竞争对手比赛”，这促使他在赛季初的比赛中坚持选择弗吉尼亚州。虽然弗吉尼亚大学招募了基斯珀特，但在他承诺加入冈萨加大学之前没有给他提供奖学金。 

## 大学生涯
作为一名大一新生，基斯珀特在冈萨加参加的所有 35 场比赛中首发了7 次，场均得到 6.7 分和 3.2 个篮板。 在进入大二赛季后，他成为冈萨加斗牛犬队的首发球员，场均可以得到 8.0 分和 4.1 个篮板。  
基斯珀特进入了他的大三赛季伴随着得到朱利叶斯·欧文奖的关注，并且是冈萨加上一年唯一回归的首发球员。在赛季初的三场比赛中得分不到 5 分后，基斯珀特在2019年亚特兰蒂斯四场赛的首轮比赛中，在 2019 年 11 月 28 日对阵南密西西比州大学的比赛中得到 28 分并且三分球8投7中。在以 94-81 战胜北卡罗来纳的比赛中，他得到 26 分并投进了 5 个三分球。 常规赛结束时，基斯珀特入选了全西海岸联盟第一阵容。 基斯珀特在大三的时候场均得到 13.9 分。 赛季结束后，他宣布参加2020 年 NBA 选秀，但没有聘请经纪人。 基斯珀特最终决定在 8 月 3 日重返大四赛季。 
进入他的大四赛季，基斯珀特被选入季前赛全西海岸会议队。 他在赛季揭幕战以102-90击败堪萨斯大学的比赛中砍下23分并拿下了大学职业生涯的第 1000 分。 2020 年 12 月 26 日，基斯珀特带领球队以 98-75 战胜弗吉尼亚大学，砍下大学职业生涯最高的 32 分，投入了 9 个三分追平校队纪录。他在赛季中带领冈萨加取得了 31-1 的战绩，在全国冠军赛中对阵贝勒大学尝下了这个赛季的唯一一场失利。  基斯珀特被评为WCC 年度最佳球员，并作为全国顶级小前锋获得朱利叶斯·欧文奖。大四时，他场均得到18.6分和5个篮板。

## 职业生涯

### 华盛顿奇才队（2021 年至今）
2021年7月29日，基斯珀特在2021年NBA选秀中以第15顺位被华盛顿奇才队选中。他在新秀赛季打了77场比赛。 

## 职业统计

### NBA
| 賽季    | 球隊       | GP | GS | MPG  | FG%  | 3P%  | FT%  | RPG | APG | SPG | BPG | PPG |
| ------- | ---------- | -- | -- | ---- | ---- | ---- | ---- | --- | --- | --- | --- | --- |
| 2021–22 | Washington | 77 | 36 | 23.4 | .455 | .350 | .871 | 2.7 | 1.1 | .5  | .3  | 8.2 |
| Career  | Career     | 77 | 36 | 23.4 | .455 | .350 | .871 | 2.7 | 1.1 | .5  | .3  | 8.2 |

### 大学
| 賽季    | 球隊    | GP  | GS  | MPG  | FG%  | 3P%  | FT%  | RPG | APG | SPG | BPG | PPG  |
| ------- | ------- | --- | --- | ---- | ---- | ---- | ---- | --- | --- | --- | --- | ---- |
| 2017–18 | Gonzaga | 35  | 7   | 19.4 | .460 | .351 | .667 | 3.2 | .7  | .3  | .2  | 6.7  |
| 2018–19 | Gonzaga | 37  | 36  | 26.1 | .437 | .374 | .875 | 4.1 | 1.0 | .6  | .5  | 8.0  |
| 2019–20 | Gonzaga | 33  | 33  | 33.0 | .474 | .438 | .810 | 4.0 | 2.1 | .9  | .4  | 13.9 |
| 2020–21 | Gonzaga | 32  | 32  | 31.8 | .529 | .440 | .878 | 5.0 | 1.8 | .9  | .4  | 18.6 |
| Career  | Career  | 137 | 108 | 27.4 | .483 | .408 | .824 | 4.0 | 1.4 | .7  | .4  | 11.6 |